# Doğan Akhanlı
Doğan Akhanlı, né le 18 mars 1957 à Şavşat et mort le 31 octobre 2021 à Berlin est un écrivain turc.

## Biographie
Militant de gauche, Doğan Akhanlı passe dans les années 1980 plusieurs années dans les prisons turques. Libéré, il s'installe en Allemagne en 1991, et y obtient la nationalité du pays.
En 2010, il est arrêté en Turquie, avant d'être libéré faute de preuves, au motif d'un vol à main armée ayant eu lieu en 1989.
En 2017, en vacances en Espagne, il y est arrêté, car figurant sur une notice rouge d'Interpol à la demande de la Turquie.
Son œuvre Kayıp Denizler traite du massacre des Arméniens par la Turquie en 1915-1916.
Doğan Akhanlı est membre du Pen club allemand.

## Œuvres
Ses œuvres ne sont pas traduites en français.
- Kayıp Denizler (Les Mers disparues), 1988-1889
  1. Denizi Beklerken (En attendant la mer)
  2. Gelincik Tarlası (Le Champ de pavot)
  3. Kıyamet Günü Yargıçları (Les Juges du jugement dernier)
- Madonna'nın Son Hayali (Le Dernier Rêve de Madonna), 2005
- Babasız günler (Jours sans père), 2009